# Montserrat Macau Matas
Montserrat Macau Matas (?1932-Barcelona, 1 de abril de 1971) fue una lingüista y traductora española.

## Biografía
Macau era hija de Úrsula Matas Elías, nacida en Buenos Aires (Argentina) de emigrantes españoles que posteriormente volvieron a España y se instalaron en Figueras (Gerona), y del doctor José Macau. Se doctoró en Filosofía y Letras, fue licenciada en Filología Germánica y posteriormente catedrática de alemán. Se casó con el filósofo y escritor sevillano Emilio Lledó Íñigo, con quien tuvo tres hijos. Tras una estancia de diez años en Heidelberg (Alemania), la pareja regresó a España en 1962 y vivió en Valladolid, donde ambos ejercieron como profesores de secundaria en el Instituto Núñez de Arce. En esta ciudad, donde residieron dos años, mantuvieron amistad con el escritor Miguel Delibes. Más tarde, la pareja se mudó a La Laguna (Tenerife), y después, en 1967, a Barcelona. Ese mismo año Macau fue nombrada catedrática numeraria de alemán del Instituto Nacional de Enseñanza Media Cardenal Cisneros, de Madrid. Falleció prematuramente a los 39 años.

## Obra
Macau se sintió atraída por la cultura alemana. En 1957, realizó la tesis en la Universidad de Madrid con el título Influjo de los temas calderonianos en la obra de Hugo von Hofmannsthal, inédita pero referenciada en los textos sobre este autor. Su traducción de La estructura del lenguaje del filólogo clásico alemán Bruno Snell es considerada una obra de referencia.
En 1958, tradujo del inglés para la Revista de Occidente el número titulado La revolución en filosofía (The revolution in Philosophy), un trabajo colectivo de los profesores de Oxford (Reino Unido) Alfred Jules Ayer, William Kneale, George Andrew Paul, David Francis Pears, Peter Frederick Strawson, Geoffrey Warnock, Richard Wollheim y Gilbert Ryle. Esta obra es considerada "una de las primeras expresiones en España del nuevo giro lingüístico en el pensamiento". Para este texto firmó su trabajo como Montserrat Macao de Lledó, añadiendo el nombre de su esposo tras el propio.
Realizó la versión castellana de La formación de los dominios lingüísticos en la Península Ibérica del lingüista suizo Kurt Baldinger, juntamente con Emilio Lledó, publicada en 1963 para la editorial Gredos. Este texto es obra indispensable de consulta para los estudiosos del tema.